# Commission du droit international
Pour les articles homonymes, voir CDI.

Membres de la commission en 2017

La Commission du droit international est un organe des Nations unies, chargé de la codification et du développement progressif du droit international. Elle a été créée par l'Assemblée générale des Nations unies en 1947.

## Composition
Elle est composée de 34 experts, possédant une compétence reconnue en matière de droit international. La Commission ne peut comprendre plus d'un ressortissant d'un même État, de façon que sa composition reflète "les grandes formes de civilisation" et les "principaux systèmes juridiques du monde".  
Les membres de la Commission sont élus par l'Assemblée générale des Nations unies pour une durée de 5 ans, à partir d'une liste de candidats présentés par les États membres de l'ONU. Ils siègent à titre individuel, et n'ont donc pas vocation à représenter leurs gouvernements.

## Les membres de la Commission du Droit International (CDI)
Au 31 juillet 2024, les membres de la Commission du droit international pour le quinquennat 2023-2027 sont les suivants:
| Membre                          | Pays                               |
| ------------------------------- | ---------------------------------- |
| Dapo Akande                     | Royaume-Uni                        |
| Carlos J. Argüello Gómez        | Nicaragua                          |
| Masahiko Asada                  | Japon                              |
| Yacouba Cissé                   | Côte d'Ivoire                      |
| Ahmed Amin Fathalla             | Égypte                             |
| Rolf Einar Fife                 | Norvège                            |
| Mathias Forteau                 | France                             |
| George Rodrigo Bandeira Galindo | Brésil                             |
| Patrícia Galvão Teles           | Portugal                           |
| Claudio Grossman Guiloff        | Chili                              |
| Charles Chernor Jalloh          | Sierra Leone                       |
| Ahmed Laraba                    | Algérie                            |
| Keun-Gwan Lee                   | Corée du Sud (République de Corée) |
| Xinmin Ma*                      | Chine                              |
| Vilawan Mangklatanakul          | Thaïlande                          |
| Andreas D. Mavroyiannis         | Chypre                             |
| Ivon Mingashang                 | République démocratique du Congo   |
| Giuseppe Nesi                   | Italie                             |
| Hong Thao Nguyen                | Viêt Nam                           |
| Phoebe Okowa                    | Kenya                              |
| Nilüfer Oral                    | Turquie                            |
| Alina Orosan**                  | Roumanie                           |
| Hassan Ouazzani Chahdi          | Maroc                              |
| Mario Oyarzábal                 | Argentine                          |
| Mārtiņš Paparinskis             | Lettonie                           |
| Bimal N. Patel                  | Inde                               |
| August Reinisch                 | Autriche                           |
| Penelope Ridings                | Nouvelle-Zélande                   |
| Juan José Ruda Santolaria       | Pérou                              |
| Alioune Sall                    | Sénégal                            |
| Louis Savadogo                  | Burkina Faso                       |
| Munkh-Orgil Tsend               | Mongolie                           |
| Marcelo Vázquez-Bermúdez        | Équateur                           |
| Evgeny Zagaynov                 | Fédération de Russie               |

* Élu en 2024 en remplacement de M. Huikang Huang (Chine), démissionnaire
**Élue en 2024 en remplacement de M. Bogdan Aurescu (Roumanie), démissionnaire.

## Missions

### Codification du droit international
Selon l'article 15 du statut de la Commission, l’expression « codiﬁcation du droit international » désigne l'hypothèse où il s’agit de "formuler avec plus de précision et de systématiser les règles du droit international dans des domaines dans lesquels il existe déjà une pratique étatique considérable, des précédents et des opinions doctrinales."

### Développement progressif du droit international
L’expression « développement progressif du droit international » couvre les cas où il s’agit de rédiger des conventions sur des sujets qui ne sont pas encore réglés par le droit international ou relativement auxquels le droit n’est pas encore sufﬁsamment développé dans la pratique des États. 
En pratique, il est souvent difficile de distinguer "codification" et "développement progressif" du droit international. 

## Activités
Lorsque l'Assemblée générale effectue une demande auprès de la Commission du droit international, celle-ci est traitée de manière prioritaire, mais le plus souvent c'est la Commission elle-même qui définit son programme de travail. La Commission rédige des projets d'articles sur des questions de droit international qui, ensuite, pourront être incorporés dans une convention internationale ouverte à la signature et à la ratification des États. Parmi les principales conventions internationales élaborées par la Commission du droit international, on peut citer la Convention de Vienne de 1969 sur le droit des traités, ou encore le traité de Rome créant la Cour pénale internationale. 
Les projets d'article de la Commission n'ont pas systématiquement vocation à être transformés en conventions internationales. Cela ne signifie pas pour autant qu'ils seront dépourvus d'influence. En effet, les praticiens peuvent se référer aux travaux de la Commission pour déterminer le contenu et la portée des règles non écrites du droit international qu'ils appliquent. De plus, la Cour internationale de justice n'hésite pas à se référer aux projets d'article de la Commission du droit international lorsqu'elle est amenée à trancher les différends inter-étatiques. 